# Seiridium eucalypti
Seiridium eucalypti är en svampart som beskrevs av Nag Raj 1993. Seiridium eucalypti ingår i släktet Seiridium och familjen Amphisphaeriaceae.   Inga underarter finns listade i Catalogue of Life.